# Maria Candea
Cet article possède un paronyme, voir Cândea.
Ne doit pas être confondu avec Maria Cândea.
Maria Candea est une sociolinguiste et sociophonéticienne (en) française, née en 1973.
Elle est membre du collectif des linguistes atterrées.

## Carrière
Maria Candea étudie d'abord à l'université de Bucarest puis à l’université Sorbonne-Nouvelle, où elle soutient sa thèse, Contribution à l'étude des pauses silencieuses et des phénomènes dits "d'hésitation" en français oral spontané : étude sur un corpus de textes en classe de français, sous la direction de Mary-Annick Morel. Elle devient ensuite maître de conférences puis professeure dans ce même établissement.
Elle co-fonde la revue en ligne la Revue GLAD!, qui accueille des recherches sur le genre, le langage et les sexualités,. Elle est co-responsable du Réseau Genre et Langage et co-présidente de l'association GSL (Genres, Sexualités, Langage), et appartient au comité de rédaction de la revue Langage et société,.
Elle co-fonde également le Réseau Accents, discriminations et idéologies.
En octobre 2018, elle devient coordinatrice d’un projet intitulé La production et la perception de la voix et de la parole comme sites de (de)catégorisation du genre: vers l’émergence d’un paradigme non-binaire – NoBiPho, qui reçoit un financement de l’Agence nationale de la recherche et doit durer trois ans.
En 2019, elle publie avec Laélia Véron le livre Le français est à nous ! : Petit Manuel d'émancipation linguistique. La même année, Véron lance le podcast Parler comme jamais, produit par Binge Audio, dont elle est consultante scientifique permanente. En 2021, Laélia Véron et Maria Candea publient un livre inspiré du podcast, Parler comme jamais. La langue : ce qu'on croit et ce qu'on en sait. Elle est membre des linguistes atterrées et co-publie le tract Gallimard à succès Le français va très bien, merci !

## Publications
- Le français est à nous ! : Petit Manuel d’émancipation linguistique (avec Laélia Véron), Paris, La Découverte, coll. « Cahiers libres », 2019, 240 p. (ISBN 978-2-348-04187-7).
- Maria Candea et Laélia Véron, Parler comme jamais. La langue : ce qu'on croit et ce qu'on en sait, Paris, Éditions Le Robert, 2021
- Maria Candea, Éliane Viennot (dir.), Yannick Chevalier, Sylvia Duverger et Anne-Marie Houdebine, L'Académie contre la langue française. Le dossier "féminisation", Paris, éditions iXe, 2016
- Maria Candea et Reza Mir-Samii (dir.), Le Rectification à l'oral et à l'écrit, Paris, éd. Ophrys, 2010.